# Katharina Wick
Katharina Wick (n. 15 noiembrie 1996, Unna, Renania de Nord-Westfalia, Germania) este o sportivă germană. Are și cetățenia română.

## Carieră

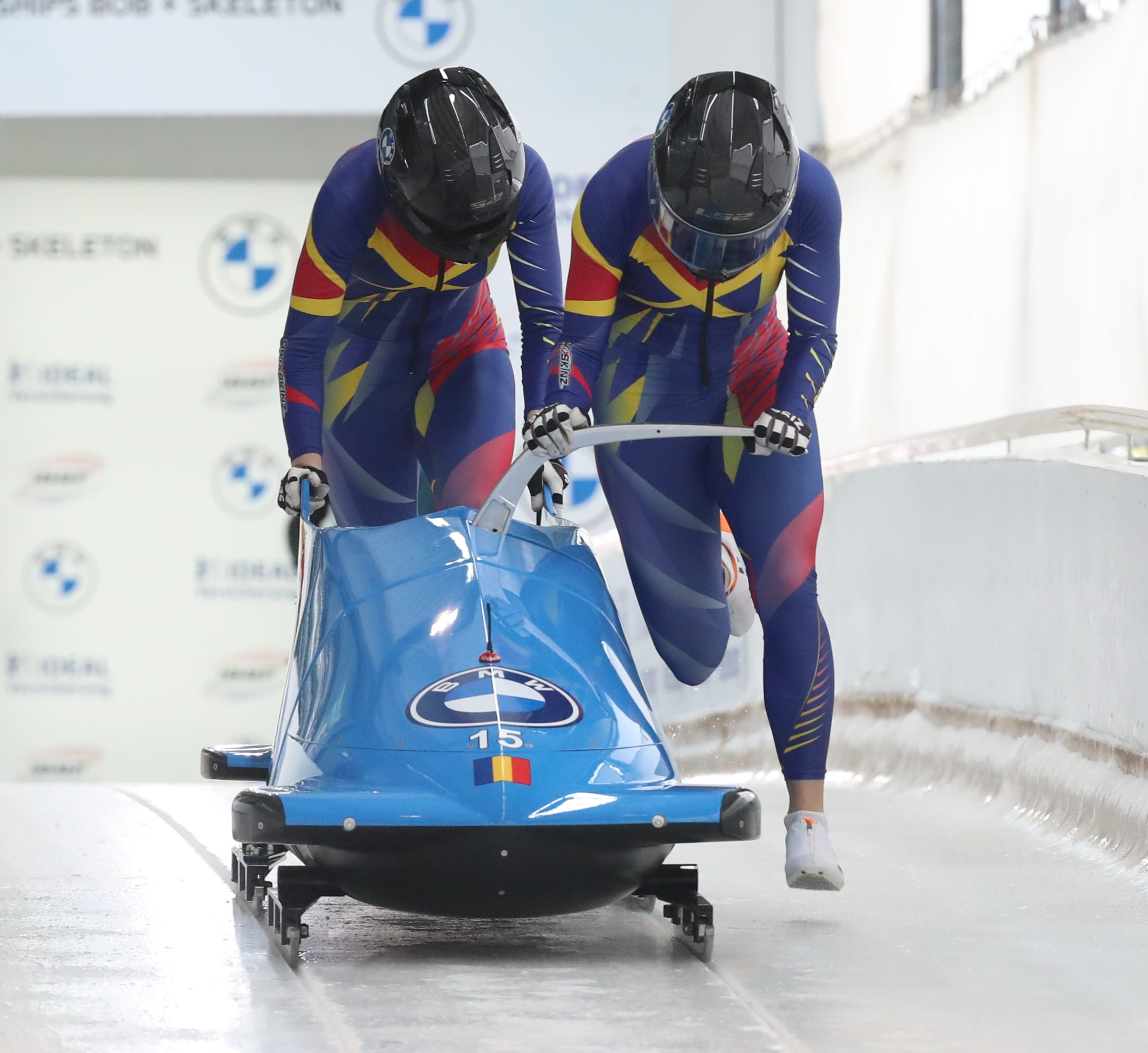
Katharina Wick și Andreea Grecu la Campionatul Mondial din 2021

Katharina Wick s-a născut în Unna și a crescut în Sundern-Allendorf, Germania. S-a apucat mai întâi de atletism. În 2015 a trecut la scheleton și apoi la bob. Din 2018 s-a antrenat cu echipa României și din 2021 sportiva are cetățenia română.
La Campionatul European de Juniori (sub 23) din 2020 de la Innsbruck a obținut locul 4 în proba de bob de 2 persoane (pilot: Teodora Vlad). În 2021 a ocupat cu pilotul Andreea Grecu locul 5 la Campionatul European de la Winterberg și locul 8 la Campionatul Mondial de la Altenberg. La Europenele din 2022 de la St. Moritz ei s-au clasat pe locul 8. La Jocurile Olimpice din 2022 de la Beijing au obținut locul 18.
Katharina Wick a fost legitimată la CSA Steaua București și antrenată de Paul Neagu, fost bober și de trei ori participant la Jocurile Olimpice.
Din vara anului 2022, ea esta legitimată la clubul german Eintracht Frankfurt.